# Biomass Thermal Energy Council
Der Biomass Thermal Energy Council (BTEC), auf Deutsch „Rat für thermische Energiegewinnung aus Biomasse“, ist der US-amerikanische Branchenverband für Unternehmen, die sich auf thermische Energie aus Biomasse spezialisiert haben. Der Verband wurde im Januar 2009 von 9 US-amerikanischen Unternehmen gegründet.
BTEC beschäftigt sich mit Forschung, Aufklärung und Öffentlichkeitsarbeit für die Biomasseindustrie.